# Аскаровский сельсовет (Бурзянский район)
Аскаровский сельсовет — муниципальное образование в Бурзянском районе Башкортостана России.

## История
Согласно Закону о границах, статусе и административных центрах муниципальных образований в Республике Башкортостан имеет статус сельского поселения.

## Население
| 2002  | 2009  | 2010  | 2012  | 2013  | 2014  | 2015  |
| ----- | ----- | ----- | ----- | ----- | ----- | ----- |
| 1319  | ↗1374 | ↘1270 | ↗1284 | ↗1302 | ↘1292 | ↘1265 |
| 2016  | 2017  |       |       |       |       |       |
| ↘1254 | ↘1245 |       |       |       |       |       |

## Состав сельского поселения
| № | Населённый пункт | Тип населённого пункта          | Население |
| - | ---------------- | ------------------------------- | --------- |
| 1 | Аскарово         | деревня, административный центр | ↘487      |
| 2 | Бретяк           | деревня                         | ↘424      |
| 3 | Исламбаево       | деревня                         | ↘359      |